# Florian Arnold
Florian Arnold (* 1985) ist ein deutscher Philosoph und Designtheoretiker.
Arnold lehrt an der Staatlichen Akademie der Bildenden Künste Stuttgart und leitet die Redaktion der Philosophischen Rundschau.

## Leben und Werk
Florian Arnold studierte Philosophie und Germanistik an der Ruprecht-Karls-Universität in Heidelberg und in Paris. Die erste Promotion in Philosophie (Heidelberg) beschäftigt sich mit dem Antagonismus von Vernunft und Einbildungskraft in der Entwicklung des philosophischen Bildungsbegriffs. Die darauf folgende zweite Promotion in Designtheorie an der Hochschule für Gestaltung Offenbach stellt eine „Logik des Entwerfens“ als designphilosophische Grundlegung vor, die im Ausgang von Kant und Heidegger das Verhältnis von Philosophie und Design neu bestimmt. Weitere Forschungsthemen Arnolds sind die Ideengeschichte der Moderne bis in die Gegenwart, zeitgenössische Fragen der Metaphysik und einer digitalen Anthropologie. Arnold hat eine Einführung in die Philosophie für Designer verfasst und arbeitet daran, Philosophie und Design als zwei komplementäre Disziplinen ins Gespräch zu bringen. Sein Fernsehdebüt gab Arnold im ZDFkultur als Host der Sendung "Design und Strafe". Zusammen mit Thomas Arnold produziert er den philosophischen Podcast "ARNOLD&ARNOLD".

## Schriften
- Nach der Unendlichkeit. Metaphysik, Bildung und eine Kritik der Einbildungskraft. Heidelberg 2015, doi:10.11588/heidok.00020422.
- Philosophie für Designer. avedition, Stuttgart 2016, ISBN 978-3-89986-253-9.
- Logik des Entwerfens. Eine designphilosophische Grundlegung. Wilhelm Fink Verlag, Paderborn 2018, ISBN 978-3-7705-6376-0.
- Die Architektur der Lebenswelt. Entwürfe nach der philosophischen Anthropologie Hans Blumenbergs. Verlag Vittorio Klostermann, Frankfurt a. M. 2020, ISBN 978-3-465-04537-3.
- Paramoderne. Anselm Feuerbachs 'Gastmahl des Plato' und die Tragödie der Kunstreligion. Böhlau Verlag, Wien/Köln 2023, ISBN 978-3-412-52709-9.

### Als Herausgeber
- Mit Joscha Steffens: Ghost/Warrior – Vom Kampfgeist der Photographie. Verlag der KHM Köln, Köln 2014, ISBN 978-3942154314.
- Mit Daniel M. Feige und Markus Rautzenberg: Philosophie des Designs. Transcript Verlag, Bielefeld 2020, ISBN 978-3-8376-4187-5.
- Mit Johannes C. Bernhardt, Daniel M. Feige und Christian Schröter: Digitalität von A bis Z. Transcript Verlag, Bielefeld 2024, ISBN 978-3-8394-6765-7.
- Mit Daniel M. Feige: Gadamers Erbe und die Zukunft der Hermeneutik. Mohr Siebeck, Tübingen 2025, ISBN 978-3-16-161258-9.